# Gradno
Gradno é um assentamento localizado no município de Brda na Eslovênia. Possuía uma população estimada de 39 habitantes em 2020.